# Прасковена торта
Прасковена торта е вид преобърната торта, която основно се състои от блат и компот от праскови, а в процеса на приготвяне се обръща така, че долната част, обичайно с топинг, остава отгоре.

## Класическа рецепта

### Продукти
- яйца – 4 бр.
- захар – 150 гр
- олио – 40 мл
- брашно – 130 гр
- бакпулвер – 10 гр
- компот от праскови – 1 бр.
- ванилия – 1 бр.
- желатин – 20 гр
- сол – 1 щипка

### Приготвяне
За блата яйцата се разбиват до побеляване с щипка сол, добавят се с бъркане захар, олио и брашно с бакпулвер. Така полученото кексовото тесто се изсипва във форма за торта или тавичка, застлана с хартия за печене. Блатът за тортата се изпича се в предварително загрята фурна на 180 градуса за 45 – 50 минути, докато стане златистожълт. След това блатът се изважда от формата и се оставя напълно да изстине.
Ползваната форма за торта се измива. В нея се разбъркват 150 мл сок от компота, захар и ванилия, като поставяме на котлона. Разбърква се, докато захарта се разтвори, но не оставяме да кипне. Към снетата от котлона течност се добавя разтворен желатин. Оставя се в хладилника за около час. След това се нареждат нарязаните на тънко резени праскови и се залива с останалата течност – 750 мл сок и желе, което трябва да покрие плодовете и отново се оставя да стегне в хладилника. Върху желираните праскови се поставя блатът, като се притиска с по-тясна тавичка за тежест, напоява се за да стане сочен и отново се прибира в хладилника.
Десертът се обръща от формата за печене с плодовете нагоре и се сервира студен.
Може да се използва и готов блат, като преди употреба леко се сиропира.
За да се образува запечено доливане след преобръщане на тортата, то в съда за печене първо се поставят масло и захар, преди да се излее тестото.

## Вариации
Към класическата рецепта могат да се добавят широка гама от продукти – стафиди, бисквити, орехи, сметана, сирене маскарпоне, лавандула и др. Вместо от праскови, може да се ползва компот от кайсии.